# Związek Rosji i Białorusi
Państwo Związkowe Rosji i Białorusi (biał. Саюзная дзяржава, Sajuznaja dziaržava; ros. Союзное государство России и Беларуси, Sojuznoje gosudarstwo Rossii i Biełarusi), określane zwykle jako Związek Białorusi i Rosji (ZBiR) lub Związek Rosji i Białorusi (ZRiB) – organizacja składająca się z dwóch państw: Rosji i Białorusi, mająca na celu doprowadzenie w przyszłości do integracji gospodarczej i walutowej tych dwóch państw.

## Historia
Związek został utworzony 26 stycznia 2000 r. na podstawie Umowy o utworzeniu Państwa Związkowego z 8 grudnia 1999 r., na bazie wcześniejszych porozumień (Stowarzyszenie Rosji i Białorusi, 2 kwietnia 1996 r. oraz Związek Rosji i Białorusi, 2 kwietnia 1997).
W 1999 w czasie wojny o Kosowo Slobodan Milošević wystąpił z propozycją przyjęcia Jugosławii do ZBiR-u. Był to zabieg taktyczny mający na celu włączenie Rosji do konfliktu Jugosławii z NATO. Po klęsce Jugosławii o pomyśle Miloševicia szybko zapomniano.
W grudniu 1998 prezydenci Rosji i Białorusi podpisali w Moskwie deklarację o dalszej integracji państw oraz połączeniu ich w jedno państwo związkowe (federację). 8 grudnia 1999 r. podpisano umowę o powołaniu (w miejsce ZBiR) Państwa Związkowego Rosji i Białorusi (PZRiB). Nazwa „Związek Rosji i Białorusi” nadal jest jednak często stosowana.
Władimir Putin kilkakrotnie wskazywał Alaksandrowi Łukaszence na możliwość stworzenia jednego państwa. Taką propozycję strona rosyjska złożyła w czerwcu i sierpniu 2002 r. Białoruś miała stać się „trzema zachodnimi guberniami Rosji”, zgody nie wyraził jednak rząd Białorusi.
Kolejną sprawą mającą wpływ na stosunki wewnątrz ZBiR-u były sankcje gazowe nałożone przez Rosję na Białoruś w lutym 2004, które doprowadziły do stanowczego ochłodzenia stosunków, czego przejawem było odwołanie ambasadora białoruskiego z Moskwy przez prezydenta Białorusi Alaksandra Łukaszenkę. Obecnie jednak stale odbywają się zebrania przedstawicieli wspólnoty, a strona białoruska wskazuje na chęć współpracy i integracji z Rosją. Stale analizowanym projektem jest wprowadzenie rubla rosyjskiego na Białorusi. Obecnie jedynym działającym organem Związku jest Zgromadzenie Parlamentarne Związku Białorusi i Rosji.
Państwo Związkowe Rosji i Białorusi jest jedną z kilku organizacji integracyjnych na obszarze byłego ZSRR, obok Wspólnoty Niepodległych Państw (WNP), Euroazjatyckiej Wspólnoty Gospodarczej (EaWG), Organizacji Układu o Bezpieczeństwie Zbiorowym oraz Wspólnej Przestrzeni Gospodarczej. Do wszystkich tych organizacji należą m.in. Białoruś i Rosja, które obok Kazachstanu są uznawane za głównych inicjatorów integracji na obszarze postradzieckim.
10 września 2021 roku, w Mińsku, odbyło się posiedzenie Rady Ministrów Państwa Związkowego, na którym uzgodniono listę 28 tzw. Programów Związkowych (Integracyjnych), dzięki którym ma zostać pogłębiona integracja rosyjsko-białoruska. Dotyczą one m.in. ujednolicenia ustawodawstwa w wielu zakresach, np. w zakresie ustawodawstwa podatkowego i celnego, handlu i gastronomii, działalności turystycznej czy ujednolicenia regulacji rynku transportowego. Decyzja o wdrażaniu 28 celów została podpisana 4 listopada tego samego roku przez prezydentów obu stron.

### Władze
- Sekretarz Stanu: Grigorij Rapota
- Przewodniczący Rady Najwyższej Państwowej: Alaksandr Łukaszenka
- Prezes Rady Ministrów: Michaił Miszustin